# Le Sillon
Le Sillon ("El surco") fue un movimiento político y religioso francés fundado por Marc Sangnier (1873 - 1950) que existió entre 1894 y 1910. Trataba de unir un catolicismo militante con una aceptación de la República Francesa y de los objetivos del socialismo para proporcionar una alternativa válida al marxismo y otros movimientos laborales anticlericales. El papa Pío X, en la carta apostólica Notre charge apostolique; del 25 de agosto de 1910, denunció su deriva hacia posturas inadecuadas. En ella pedía la disolución del movimiento, decisión que fue aceptada por su fundador. 

## Historia
En 1891, Papa León XIII, con la encíclica Rerum novarum, pidió a los católicos una mayor implicación y acción más decida en los asuntos sociales. Este llamada del Papa fue vista por los católicos de mentalidad liberal como una oportunidad de resolver la relación -difícil en ese momento- entre la  Iglesia y la República.
En 1894 Paul Renaudin, había fundado en 1894 Le Sillon, una revista literaria y filosófica, de periodicidad mensual; una iniciativa en la que le acompañó Marc Sangnier. ambos eran católicos y, de algún modo, querían dar respuesta a esa llamada del Papa. Los primeros años la revista tuvo una difusión relativamente reducida, pero en 1998 Marc Sanggnier fundó con ese mismo nombre, un movimiento político y religioso, con un ambicioso objetivo: reconciliar el movimiento obrero con el cristianismo. 
Sangnier escribió:

Le Sillon a pour but de réaliser en France la république démocratique. Ce n’est donc pas un mouvement catholique, en ce sens que ce n’est pas une œuvre dont le but particulier est de se mettre à la disposition des évêques et des curés pour les aider dans leur ministère propre. Le Sillon est donc un mouvement laïque, ce qui n'empêche pas qu'il soit aussi un mouvement profondément religieux.
Le Sillon tiene como objetivo hacer de Francia una república democrática. No es un movimiento católico, en el sentido de que no tiene como objetivo particular ponerse a disposición de los obispos y de los sacerdotes para ayudarles en su propio. Le Sillon es un movimiento laico,  lo que no impide que sea un movimiento profundamente religioso.
'La Croix', 1905

En 1905 estableció una confederación de grupos de trabajo, como "círculos de educación católica", donde los sacerdotes jóvenes podrían hablar de religión y de cuestiones sociales. La organización fue recibida con un considerable entusiasmo popular; en 1905 estaban en funcionamiento unos dos mil círculos de estos círculos, y reunían personas de todas clases: miembros de la aristocracia, pequeños industriales, universitarios, abogados, oficinistas, comerciantes, obreros de talleres, y, en menos número también de la gran industria; en ese año el movimiento integraba hasta 25 000 personas.

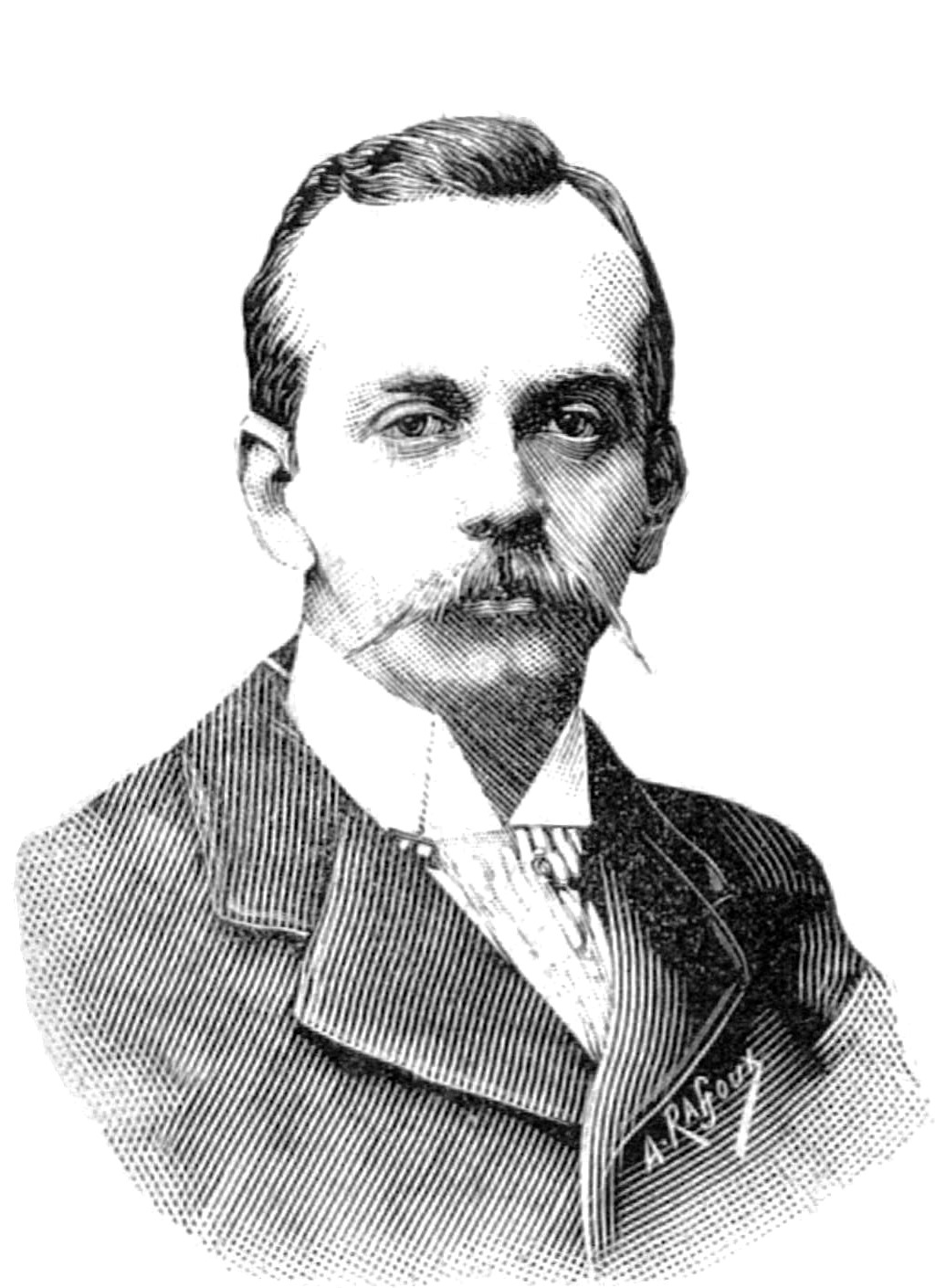
Marc Sangnier (primera década del)

Al inicio del pontificado de Pío X, una peregrinación de los 'sillonists' había sido muy bien recibida en Roma; el cardenal Mery del Val, en nombre del Papa, le había animado a continuar su acción social católica; del mismo modo fue recibido con agrado por el episcopado francés. Pero la intención de Sangnier era disponer en la Iglesia de una acción menos jerárquica en la que las ideas surgiesen de los laicos y sacerdotes normales.
Desde 1902 el movimiento celebraba congresos anuales en los que la acción social del movimiento fue convirtiéndose cada vez más en una acción política y social. La actitud de Sangnier, que defendía cada vez más la autonomía de la conciencia cívica de sus socios, hizo que se dirigiese  a todos los demócratas, al margen de las directrices de la jerarquía, inicio también contactos con los protestantes, en 1907 en el Congreso celebrado en Orleans, Sangnier «anunció su intención de crear 'Le Gran Sillon', donde pudieran estar protestantes y librepensadores con tal de que fueran demócratas y republicanos»; finalmente se llegó a crear un organismo interconfesional: la Unión cristiana de jóvenes,

## Disolución
La relación de Le Sillon con la jerarquía fue cada vez más difícil, el papa consideró necesario orientar adecuadamente ese movimiento; así los hizo  en la carta apostólica Notre charge apostolique', de 25 agosto 1910; en ella al mismo tiempo que alababa los objetivos propuestos por Le Sillon, y el modo en que habían deseado responder a la petición de la Rerum novarum, señalaba la equivocada deriva que estaba mostrando; no solo por su actitud ante la jerarquía, sino también por los errores doctrinales en que incurría, y el peligro que eso suponía para los fieles católicos. Como solución pedía que los jefes actuales del movimiento dejasen las dirección de modo que se llevase a cabo un  "fraccionamiento del movimiento en unidades diocesanas, subordinadas a los obispos, con el nombre de sillons catholiques", una solución que finalmente no llegó a producirse, quedando disuelto el movimiento ese mismo año 1910.
Sin embargo, Marc Sangnier, sí que acogió la petición del Papa y se apartó del movimiento y de las dirección del Comité de la "Union por l'Éducation Civique" y del "Comité Démocratique d'Action Sociale". Más adelante, en 1912, fundó la  Ligue de la jeune République (La liga de la joven república), para promover -sin comprometer a la Iglesia- su visión de un catolicismo social.